# Ausbiss
Als Ausbiss, Ausstrich oder Ausgehendes wird im Bergbau der an der Gebirgsoberfläche endende Teil einer Lagerstätte bezeichnet. Hierbei bezieht sich die Bezeichnung Gebirgsoberfläche nicht zwangsläufig auf die Geländeoberfläche, sondern auf die Oberfläche des anstehenden Gesteins (Gebirge im bergmännischen Sinn), die nicht selten von Boden (bergmänn. veraltet: Dammerde) überdeckt ist. In der Geologie ist der Begriff weiter gefasst und bezieht sich nicht nur auf Lagerstätten.

## Auftreten und Rückschlüsse auf die Lagerstätte
Bei einer waagerechten (söhligen) oder schwach einfallenden Lagerstätte, wie es z. B. in Deutschland bei Kohlenflözen oft der Fall ist, treten Ausbisse vorwiegend an topografischen Unregelmäßigkeiten des Geländes auf, z. B. an Geländestufen. Im Falle einer steilen oder seigeren Lagerung eines Flözes oder Ganges sind Ausbisse auch in ebenem Gelände möglich. Bei steilem Einfallen werden die Ausbisse von Flözen auch als Schichtenköpfe bezeichnet. Minerale, die unter reduzierenden chemischen Bedingungen gebildet wurden, werden durch Oxidation im Bereich des Ausbisses im Laufe der Jahre und Jahrtausende in andere Minerale umgewandelt, und relativ leicht lösliche Minerale können durch Oberflächenwässer abgeführt werden. Diese Oxidationszone wird bei Erzlagerstätten Eiserner Hut genannt. Die Größe des Ausbisses lässt oftmals keine genauen Rückschlüsse auf die Lagerstätte zu. Es kann sogar vorkommen, dass ein reichhaltiger Ausbiss zum Auffinden einer armen Lagerstätte führt und ein unscheinbares Ausbeißen zu einer ausgedehnten und reichhaltigen Lagerstätte führt.

## Auffinden von Ausbissen
Im frühen Bergbau waren die Ausbisse wichtige Hinweise, wo Feuerstein oder Erze zu finden waren. Am häufigsten sind Ausbisse an Gebirgsabhängen aufzufinden. Sie konnten aufgefunden werden, indem sich der Schürfer von einem Haufen mit abgetrennten Mineralbrocken suchend nach oben vorarbeitete. Dabei lagen die Mineralbrocken umso weiter vom Ausbiss entfernt, je steiler der Abhang war. Waren Ausbisse mit Erdreich überdeckt, gestaltete sich die Suche nach ihnen wesentlich schwieriger. Diese Ausbisse ließen sich nur durch intensive Schürfarbeit finden. Die Stellen, die der Schürfer bearbeiteten wollte, untersuchte er zunächst sehr genau auf Bodenunebenheiten oder suchte sie nach Gesteinsbrocken ab. Die meisten Erzstufen waren in der Regel größer als das sonstige herumliegende Geröll oder die sogenannte Dammerde, dadurch ließ sich eine Schürfstelle relativ gut festlegen.
Heute kann man Lagerstätten und Erzgänge vollständiger erfassen, indem man sie geophysikalisch erkundet (siehe auch Exploration).

## Bildergalerie

Ausbisse im bergmännischen Sinn
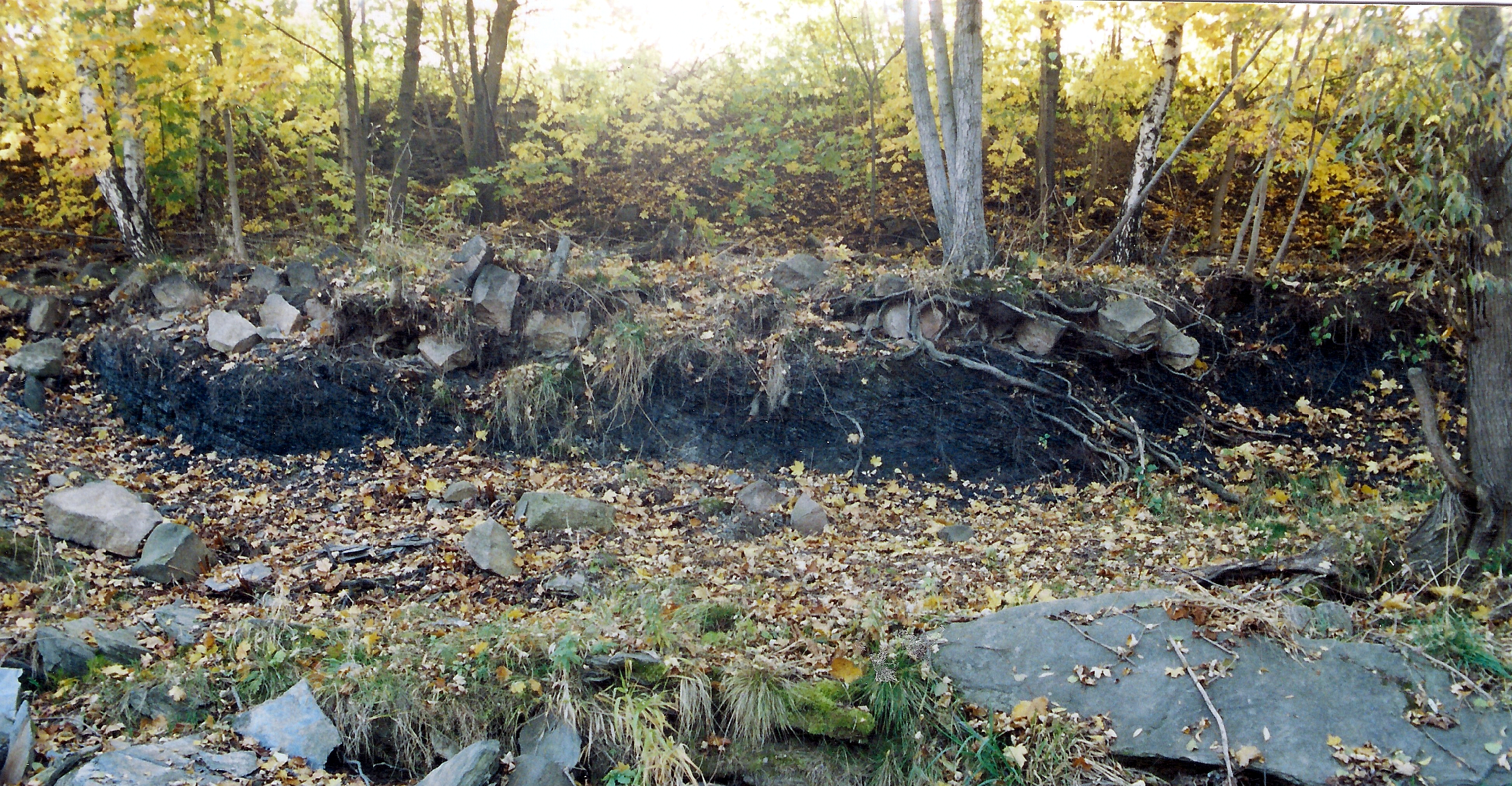
Geologisches Naturdenkmal: sichtbarer Ausbiss des Rußkohlenflözes (Westfalium der Vorerzgebirgs-Senke)
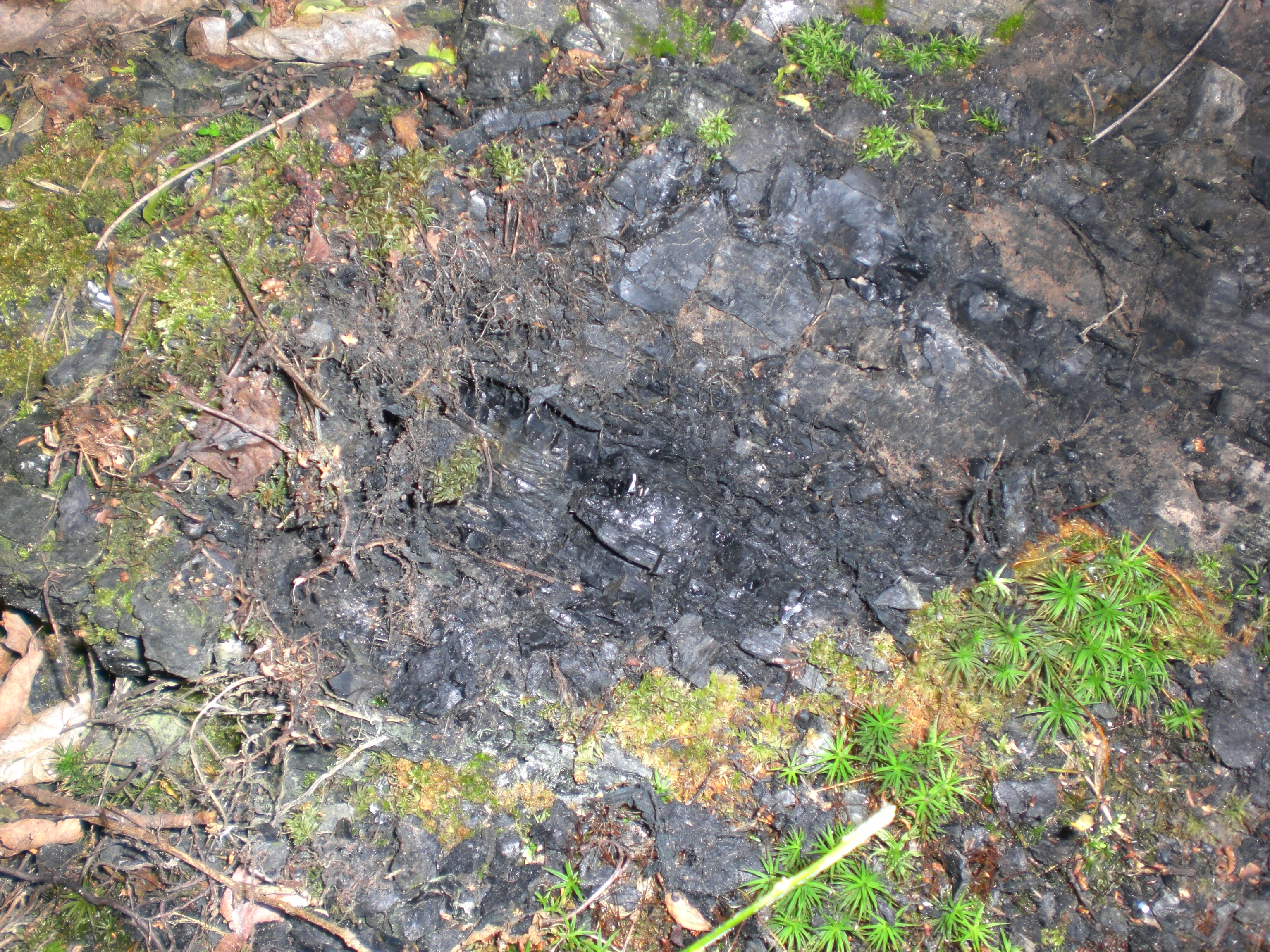
Detailaufnahme des Rußkohlenflözes am linken Ufer der Zwickauer Mulde
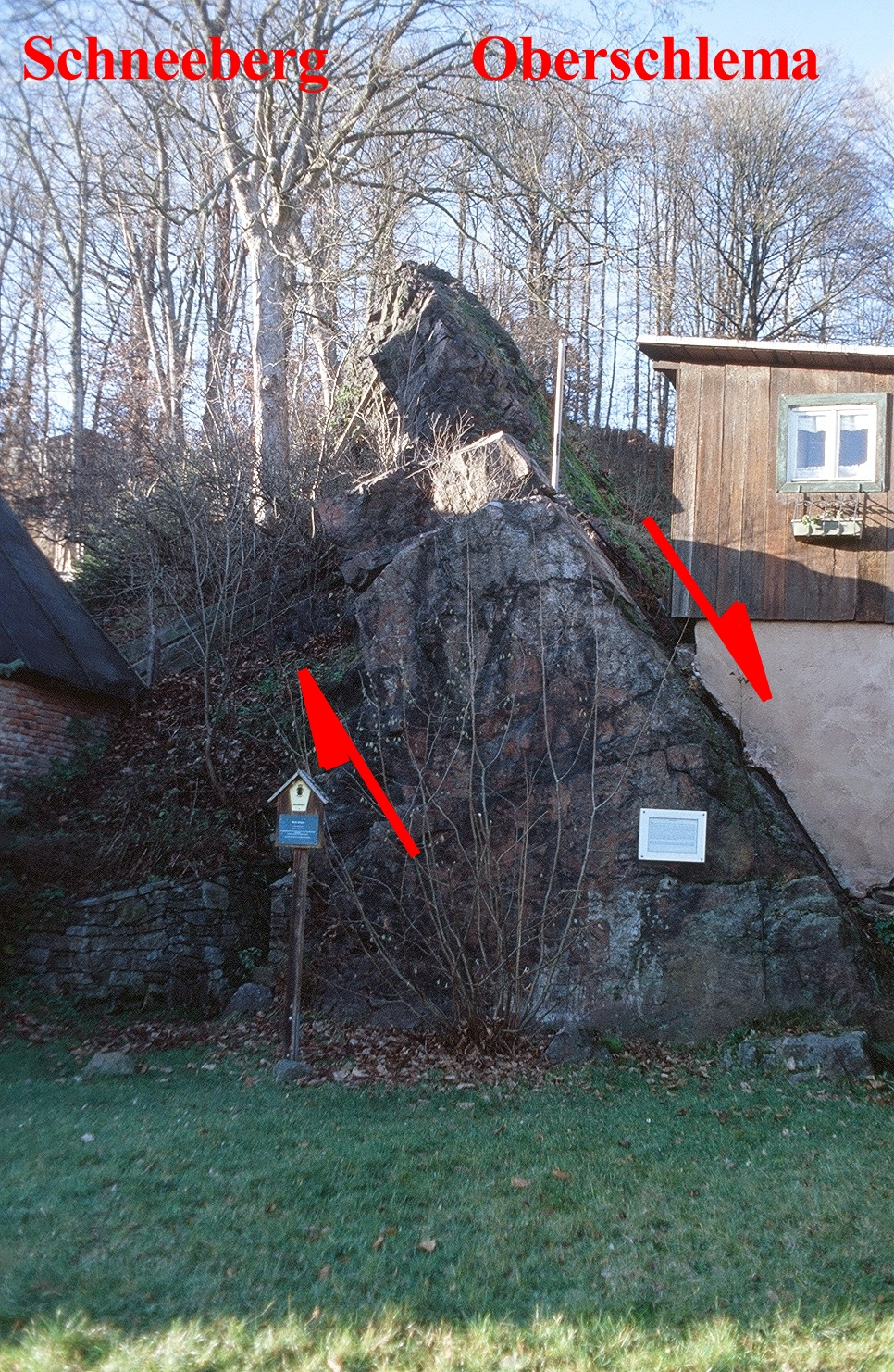
Aufgeschlossener Ausbiss des Roten Kammes, eines hydrothermalen Quarz-Hämatitganges bei Bad Schlema, Erzgebirge, Sachsen
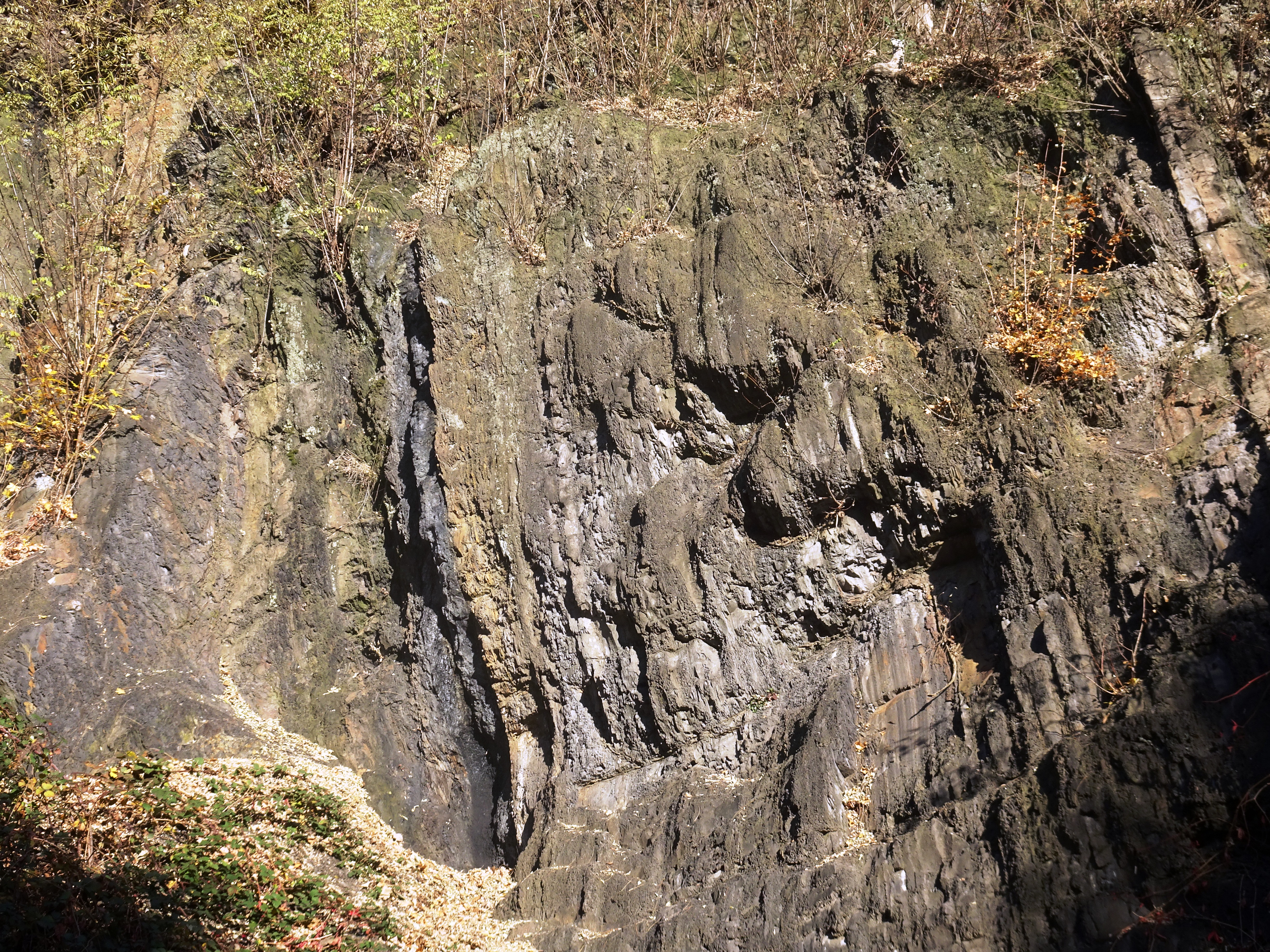
Flözausbiss im Nationalen Naturdenkmal Landek (Oberkarbon des Ostrava-Karviná-Beckens), Tschechien
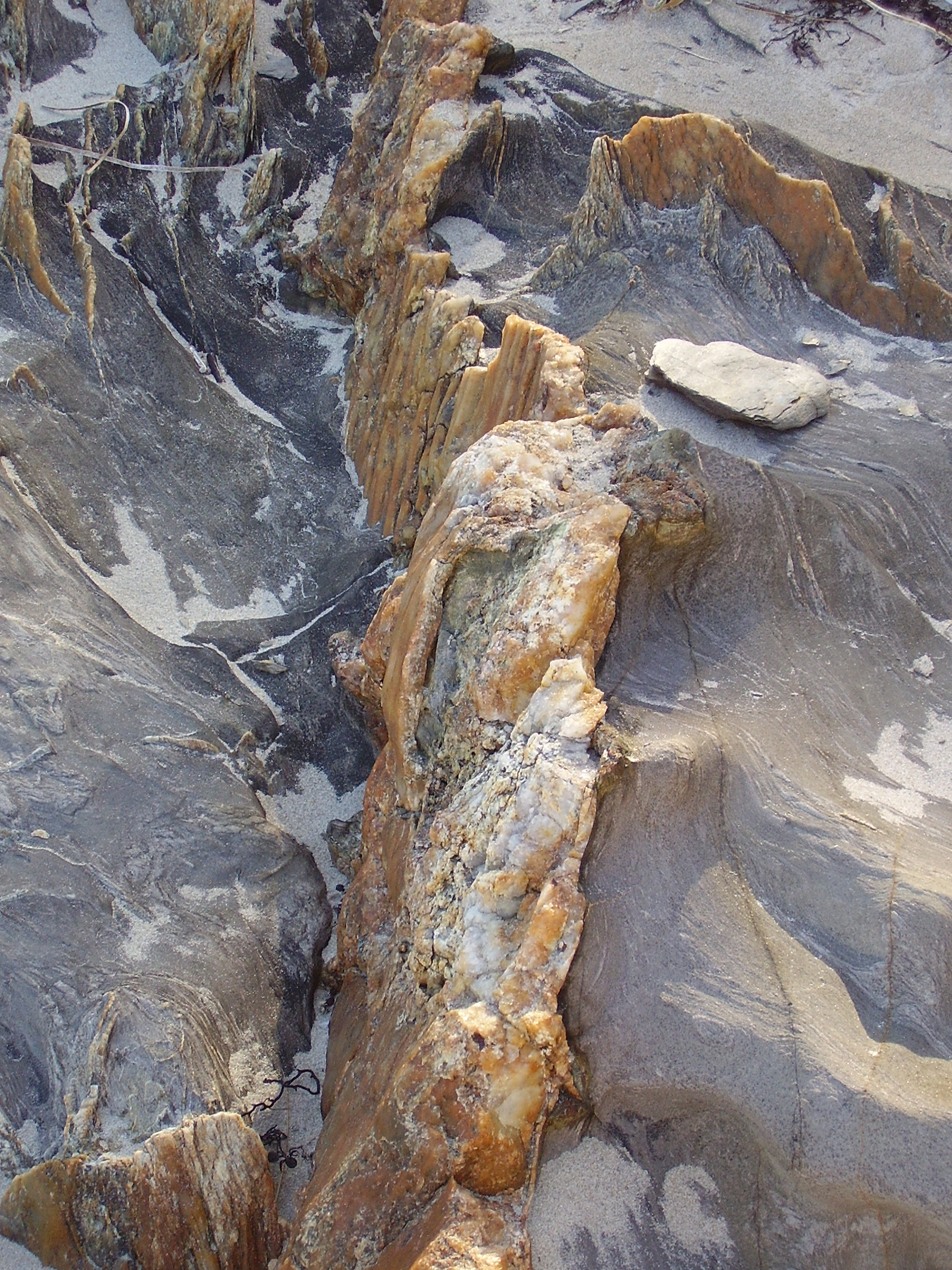
Freiliegender Ausbiss eines Quarzganges, bei Cape Jervis, Südaustralien
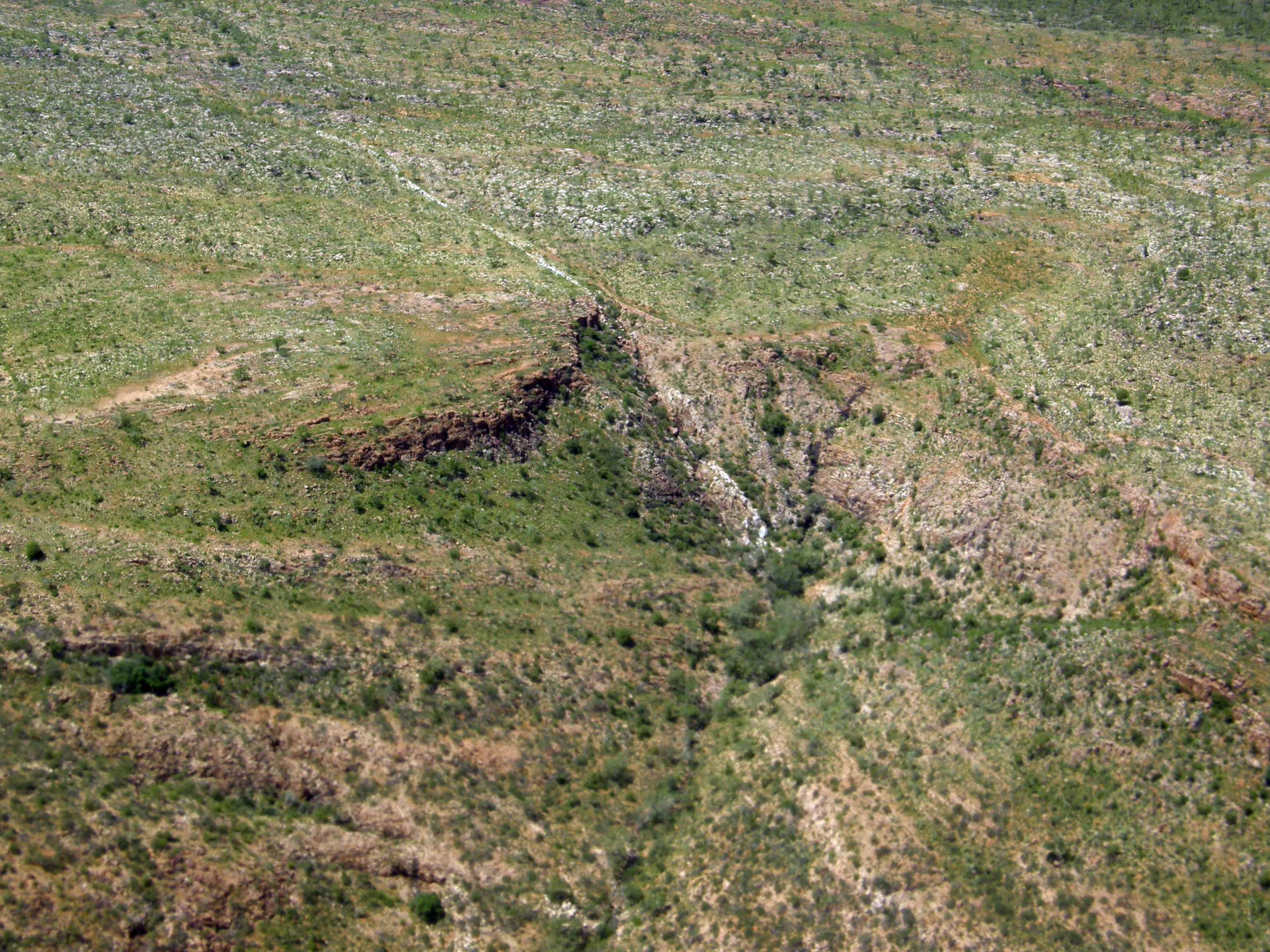
Freiliegender Ausbiss eines Quarzganges nahe der Westmoreland Uranlagerstätte, Queensland

## Ausbissbegriff in der Geologie
Die Begriffe Ausbiss und Ausstrich in der Geologie leiten sich zwar, wie viele andere geologische Fachausdrücke, von der Bergmannssprache ab, haben aber eine etwas weniger spezielle Bedeutung. Sie beziehen sich nicht nur auf Lagerstätten von Bodenschätzen, sondern bezeichnen schlicht die Schnittlinie oder -fläche einer beliebigen geologischen Struktur mit der Erdoberfläche. Auch hier ist es unerheblich, ob diese Struktur tatsächlich aufgeschlossen ist oder nicht, d. h., Erdoberfläche ist nicht gleichbedeutend mit Geländeoberfläche, da der Ausbiss ganz oder teilweise durch Boden überdeckt sein kann.
Die Größe eines Ausbisses im geologischen Sinn hängt vom betrachteten Maßstab bzw. von der betrachteten Struktur ab. Bei der Letztgenannten kann es sich um Flächen, wie Schicht- oder Störungsflächen oder die Überschiebungsfront eines ganzen Faltengebirges, wie z. B. der Alpen, handeln oder um Gesteinskörper, wie eine einzelne Schicht, eine mächtige Schichtenfolge, eine Deckeneinheit, einen kleinen Gang oder einen riesigen Batholith oder sogar um eine noch viel größere, sehr komplex aufgebaute Gesteinseinheit, wie z. B. die Böhmische Masse. Die grafische Darstellung der Ausbisse von Störungsflächen und Gesteinskörpern in einer bestimmten Region ist Hauptgegenstand einer geologischen Karte.